# Typhlogastrura korenevskyi
Typhlogastrura korenevskyi är en urinsektsart som beskrevs av Babenko 1987. Typhlogastrura korenevskyi ingår i släktet Typhlogastrura och familjen Hypogastruridae. Inga underarter finns listade i Catalogue of Life.